# Alfred Burgemeister
Alfred Burgemeister (Perleberg, 22 de julho de 1906 — Munique, 23 de abril de 1970) foi um oficial alemão que serviu durante a Segunda Guerra Mundial. Foi condecorado com a Cruz de Cavaleiro da Cruz de Ferro.

## Carreira

### Patentes
Oberst

### Condecorações
| Cruz de Ferro 2ª Classe                              |
| Cruz de Ferro 1ª Classe                              |
| Cruz de Cavaleiro da Cruz de Ferro 2 de maio de 1945 |